# Tunic
Tunic ist ein Action-Adventure von Andrew Shouldice, das von Finji im März 2022 für Microsoft Windows, macOS, Xbox Series X/S und Xbox One veröffentlicht wurde. Im September folgten Portierungen auf Nintendo Switch, PlayStation 4 und PlayStation 5.

## Spielprinzip
Tunic wird nominell in einer isometrischen Ansicht gespielt, die es dem Spieler ermöglicht, seinen Charakter, einen anthropomorphen Fuchs, durch die Welt des Spiels zu manövrieren, mit Objekten zu interagieren und Feinde zu bekämpfen. Bei Bedarf kann der Spieler im Kampf zu einer Ansicht von oben nach unten wechseln. Das Spiel ist ähnlich aufgebaut wie The Legend of Zelda, wobei der Fortschritt auf bestimmte Bereiche der Spielwelt beschränkt ist, bis der Spieler eine neue Waffe oder Fähigkeit gesammelt hat, die der Fuchs verwenden kann, wobei einige Berührungen aus der Dark-Souls-Reihe hinzugefügt wurden.
Wenn der Spieler es schafft das Handbuch zu vervollständigen, dann führt dies im Spiel zu einem alternativen Ende.

## Entwicklung
Tunic wurde von Andrew Shouldice entwickelt, zu anfangs lautete der Titel noch Secret Legend. Shouldice war zuvor etwa sechs Jahre lang Entwickler bei Silverback Productions. Nachdem er an einigen Ludum-Dare-Programmierwettbewerben teilgenommen hatte, fragte er sich 2015, was er produzieren könnte, wenn er Vollzeit an Tunic arbeiten würde und nicht nur am Wochenende. Er betrachtete den Stand seiner eigenen Karriere bei Silverback und beschloss, aufzuhören, um diese Entwicklung fortzusetzen. Shouldice erklärte, das Spiel sei von „bestimmten klassischen Dreieckssuchspielen“ inspiriert und bezog sich indirekt auf die Reihe The Legend of Zelda. Innerhalb des Spiels findet der Spieler Seiten mit Bedienungsanleitungen, deren Grafikdesign stark von den Bedienungsanleitungen für die NES-Spiele The Legend of Zelda und Zelda II: The Adventure of Link inspiriert wurde. Als er anfing, an dem Spiel zu arbeiten, erregte er das Interesse von Finji, dem Verlagslabel von Adam Saltsman. Finji bot an, das Spiel zu veröffentlichen und es mit Hilfe während der Veröffentlichung von Moss für PlayStation VR gesammelten Erfahrungen zu verbesserm. Der Soundtrack des Spiels wurde von Lifeformed (bürgerlich: Terence Lee), der zuvor die Musik für das Spiel Dustforce von 2012 komponiert hatte, und Janice Kwan komponiert. Auf der Branchenmesse Electronic Entertainment Expo 2017 wurde das Spiel unter seinem neuen Titel Tunic vorgestellt und die Zusammenarbeit von Shouldice mit Finji bekannt gegeben. Das Spiel wurde auf der E3 2018 während der Präsentation von Microsoft prominent vorgestellt und neben der bereits angekündigten Windows-Version eine konsolenexklusive Veröffentlichung für Xbox One angekündigt. Am 16. März 2022 wurde Tunic veröffentlicht. Zusätzlich zu den direkt erwerbbaren Windows-, Mac- und Xbox-Verkaufsversionen wurde es am selben Tag auch dem Spieleabo Xbox Game Pass hinzugefügt.

## Rezeption
Die Switch-Version von Tunic hat bei Metacritic eine Wertung von 88/100.
Bei den Game Awards 2022 wurde es für 3 Kategorien nominiert (Bestes Indie- und Debüt-Indie-Spiel sowie bestes Adventure-Spiel), gewann jedoch keine.